# Maamigili
Maamigili är en ö i Ariatollen i Maldiverna. Den ligger i den västra delen av landet, 105 km sydväst om huvudstaden Malé. Den tillhör den administrativa atollen Alif Dhaal. På ön finns flygplatsen Maamigili Airport.